# Горна Британия
Горна Британия (на латински: Britannia superior) е римска провинция, създадена от император Септимий Север през 197 – 212 г. в Южна Англия.
Септимий Север разделя провинцията Британия през 212/213 г. на двете провинции Горна Британия (Britannia Superior) и Долна Британия (Britannia Inferior).
Нейната столица била Londinium, днешен Лондон. Провинцията се управлявала от императорски легат в консулски ранг.
През 4 век по времето на управленската реформа на император Диоклециан провинцията е разделена, вероятно на провинциите Britannia prima (Britannia I), Britannia secunda (Britannia II) и Britannia Caesariensis, последната по-късно на провинциите Maxima Caesariensis и Flavia Caesariensis.

## Управители
1. Тиберий Юлий Полиен Авспекс, 223 – 226
2. Гай Юний Фаустин Постумиан, 227 – 235
3. Руфин, 220-те
4. Марк Мартианий Пулхер, ?.
5. Тит Дестиций Юба, 250-те